# Semyon Alapin
Semyon Zinovievich Alapin (em russo:  Семён Зиновьевич Алапин, TC: Semen Zinovjevič Alapin; São Petersburgo, 7 de novembrojul./ 19 de novembro de 1856greg. — Heidelberg, 15 de julho de 1923) foi um jogador de xadrez russo, analista de aberturas e compositor de problemas de xadrez. Ele foi um dos mais fortes enxadristas da Rússia no início do Século XIX e atualmente é conhecido pela criação de uma série de variações nos sistemas das maiorias das aberturas.

## Lista das variações de aberturas nomeado por Alapin
- Variação Alapin na Defesa Siciliana: 1. e4 c5 2. c3.
- Abertura Alapin no Abertura Aberta: 1. e4 e5 2. Ce2!?.
- Gambito Alapin na Defesa Francesa: 1. e4 e6 2. d4 d5 3. Be3!?.
- Defesa Alapin na Abertura Ruy López: 1. e4 e5 2. Nf3 Nc6 3. Bb5 Bb4.
- Variação Alapin na Defesa Caro-Kann: 1. e4 c6 2. c3.
- Variação Alapin na Defesa Holandesa (também conhecida como "Variação Manhattan"): 1. d4 f5 2. Dd3.
- Variação Alapin no Gambito da Dama: 1. d4 d5 2. c4 e6 3. Cc3 b6.
- Variação Alapin-Steinitz do Gambito Evans: 1. e4 e5 2. Cf3 Cc6 3. Bc4 Bc5 4. b4 Bxb4 5. c3 Ba5 6. 0-0 d6 7. d4 Bg4
- Variação Sanders-Alapin no Gambito Evans: 1. e4 e5 2. Cf3 Cc6 3. Bc4 Bc5 4. b4 Bxb4 5. c3 Ba5 6. 0-0 d6 7. d4 Bd7